# Kuća Vučetić u Hvaru, ul. Marije Maričić 18
Kuća Vučetić, kuća u Hvaru, zaštićeno kulturno dobro.

## Opis dobra
Nalazi se na adresi ul. Marije Maričić 18. Gotička dvokatnica izgrađena je u XV. stoljeću u Grodi. Smještena je na sjevernom obodu bloka u središnjem dijelu Grode. Jedino je sjeverno pročelje otvoreno prema glavnoj ulici predjela. Tlocrt kuće je pravokutan, zaključena je trovodnim krovom. Sjeverno pročelje se ističke kvalitetnom gotičkom dekoracijom, posebice biforom koja se može povezati s radionicom Jurja Dalmatinca.

## Zaštita
Pod oznakom Z-6697 zaveden je kao nepokretno kulturno dobro - pojedinačno, pravna statusa zaštićena kulturnog dobra, klasificirano kao "profana graditeljska baština".